# Jan I. Leskovec z Leskovce
Jan I. Leskovec z Leskovce (konec 14. století? – 19. srpna 1424? poblíž Želivi) byl český šlechtic a válečník, zakladatel rodu Leskovců z Leskovce, majitel několika panství v jižních Čechách. Po vypuknutí husitských válek se zapojil do bojů proti husitům a v srpnu 1424 zahynul v bitvě u Želivi.

## Životopis
Pocházel z nižšího šlechtického rodu sídlícího na tvrzi v Leskovci u Počátek z jižních Čech. Okolo roku 1410 držel Horní Cerekvici (Horní Cerekev), Štoky a Střítež.
Po smrti Václava IV. a vypuknutí husitských válek podporoval korunovaného Zikmunda Lucemburského a účastnil se vojenských akcí v jižních Čechách, především proti frakci táboritům. V závěru roku 1423 se pak se svými muži zapojil do epizodního regionálního konfliktu mezi tábority a katolickou stranou, vyvolaný několika recipročními popravami. Husitské vojsko následně provedlo útoky na kláštery Milevsko a Louňovice, které vypálilo.

### Úmrtí
Je uváděn jako velitel vojska, které se s vojem táboritů střetlo v tzv. bitvě u Želivi, jež se patrně odehrála 19. srpna 1424. Katolické vojsko, složené mj. z bojovníků z Pelhřimova či Vlašimi, jež se snažilo bránit především nedaleký Želivský klášter, bylo v bitvě poraženo a utržlo těžké ztráty. Pod Janem Leskovcem v bitvě padl kůň a Jan z Železnice, velitel táboritů, jej plánoval s vidinou výměny za výkupné zajmout, ještě předtím měl být však Jan v bitvě zabit. Jeho smrt zmiňuje kronikář Beneš Krabice z Veitmile.

### Rodina
Se svou manželkou Johankou ze Sovince měli dva syny, kteří se dožili dospělosti, Arnošta a Václava. Mladší Václav držel až do roku 1473 Horní Cerekvici, к níž roku 1466 od krále Jiřího z Poděbrad dostal Dolní Cerekvici. Měl syna Albrechta, jenž se roku 1473 stal purkrabím Hradeckého kraje, v letech 1486—1505 působil v úřadu nejvyššího podkomořího a roku 1493 zemského hejtmana, zemřel bez mužských dědiců.